# Saint-Georges-sur-Erve
Saint-Georges-sur-Erve és un municipi francès situat al departament de Mayenne i a la regió de País del Loira. L'any 2007 tenia 405 habitants.

## Demografia

### Població
El 2007 la població de fet de Saint-Georges-sur-Erve era de 405 persones. Hi havia 156 famílies de les quals 32 eren unipersonals (24 homes vivint sols i 8 dones vivint soles), 72 parelles sense fills i 52 parelles amb fills.
La població ha evolucionat segons el següent gràfic:
Habitants censats

### Habitatges
El 2007 hi havia 204 habitatges, 158 eren l'habitatge principal de la família, 26 eren segones residències i 20 estaven desocupats. 201 eren cases i 2 eren apartaments. Dels 158 habitatges principals, 123 estaven ocupats pels seus propietaris, 32 estaven llogats i ocupats pels llogaters i 3 estaven cedits a títol gratuït; 7 tenien dues cambres, 33 en tenien tres, 50 en tenien quatre i 68 en tenien cinc o més. 101 habitatges disposaven pel capbaix d'una plaça de pàrquing. A 76 habitatges hi havia un automòbil i a 73 n'hi havia dos o més.

### Piràmide de població
La piràmide de població per edats i sexe el 2009 era:
| Homes | Edats   | Dones |
| ----- | ------- | ----- |
| 0     | 95 o +  | 0     |
| 0     | 90 a 94 | 0     |
| 4     | 85 a 89 | 4     |
| 0     | 80 a 84 | 4     |
| 12    | 75 a 79 | 0     |
| 12    | 70 a 74 | 12    |
| 8     | 65 a 69 | 8     |
| 8     | 60 a 64 | 20    |
| 12    | 55 a 59 | 4     |
| 20    | 50 a 54 | 24    |
| 4     | 45 a 49 | 4     |
| 8     | 40 a 44 | 0     |
| 8     | 35 a 39 | 12    |
| 20    | 30 a 34 | 8     |
| 8     | 25 a 29 | 16    |
| 4     | 20 a 24 | 20    |
| 4     | 15 a 19 | 4     |
| 4     | 10 a 14 | 20    |
| 0     | 5 a 9   | 0     |
| 8     | 0 a 4   | 4     |

## Economia
El 2007 la població en edat de treballar era de 237 persones, 166 eren actives i 71 eren inactives. De les 166 persones actives 157 estaven ocupades (89 homes i 68 dones) i 9 estaven aturades (1 home i 8 dones). De les 71 persones inactives 38 estaven jubilades, 21 estaven estudiant i 12 estaven classificades com a «altres inactius».

### Ingressos
El 2009 a Saint-Georges-sur-Erve hi havia 155 unitats fiscals que integraven 378 persones, la mediana anual d'ingressos fiscals per persona era de 14.291,5 €.

### Activitats econòmiques
Dels 8 establiments que hi havia el 2007, 2 eren d'empreses de construcció, 1 d'una empresa de comerç i reparació d'automòbils, 1 d'una empresa de transport, 1 d'una empresa d'hostatgeria i restauració, 1 d'una empresa financera, 1 d'una entitat de l'administració pública i 1 d'una empresa classificada com a «altres activitats de serveis».
Dels 5 establiments de servei als particulars que hi havia el 2009, 1 era una oficina bancària, 1 fusteria, 1 lampisteria, 1 electricista i 1 restaurant.
L'any 2000 a Saint-Georges-sur-Erve hi havia 40 explotacions agrícoles que ocupaven un total de 1.326 hectàrees.

## Equipaments sanitaris i escolars
El 2009 hi havia una escola elemental integrada dins d'un grup escolar amb les comunes properes formant una escola dispersa.

## Poblacions més properes
El següent diagrama mostra les poblacions més properes.